# ESPRESSO

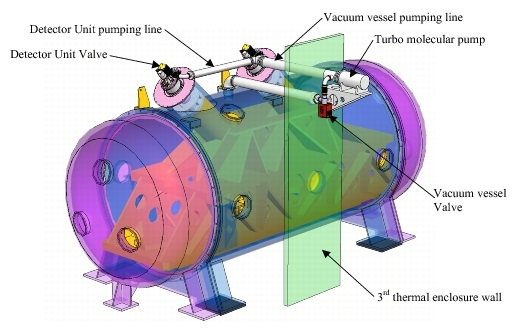
構想段階におけるESPRESSOの設計図。

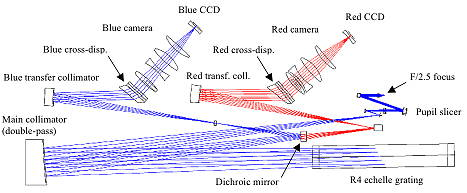
構想段階におけるESPRESSOの分光器内部構造の設計図。

ESPRESSO (英名Echelle Spectrograph for Rocky Exoplanet- and Stable Spectroscopic Observationsの略)はヨーロッパ南天天文台のVLTに搭載されたエシェル分光器である。2016年9月25日にファーストライトが行われた。
ESPRESSOはCORAVEL、Elodie、Coralie、HARPSなどの後継機にあたるもので、電磁スペクトルの変化を高精度で捉えることができるためドップラー分光法(視線速度法とも)による太陽系外地球型惑星の探索に用いられている。地球は太陽の視線速度を9cm/s変動させており、この地球の重力による太陽のわずかなふらつきはスペクトルによって分かるのだが人間には分からず機械でのみ検知できる。このようなわずかなスペクトルの変動を捉えて太陽系外惑星を発見するのがドップラー分光法である。望遠鏡は最大4台稼働させることができ、得られた光は望遠鏡から70m離れた位置にあるVLT Combined-Coude Laboratoryに送信される。Francesco Pepeを中心に調査が行われている。

## 感度

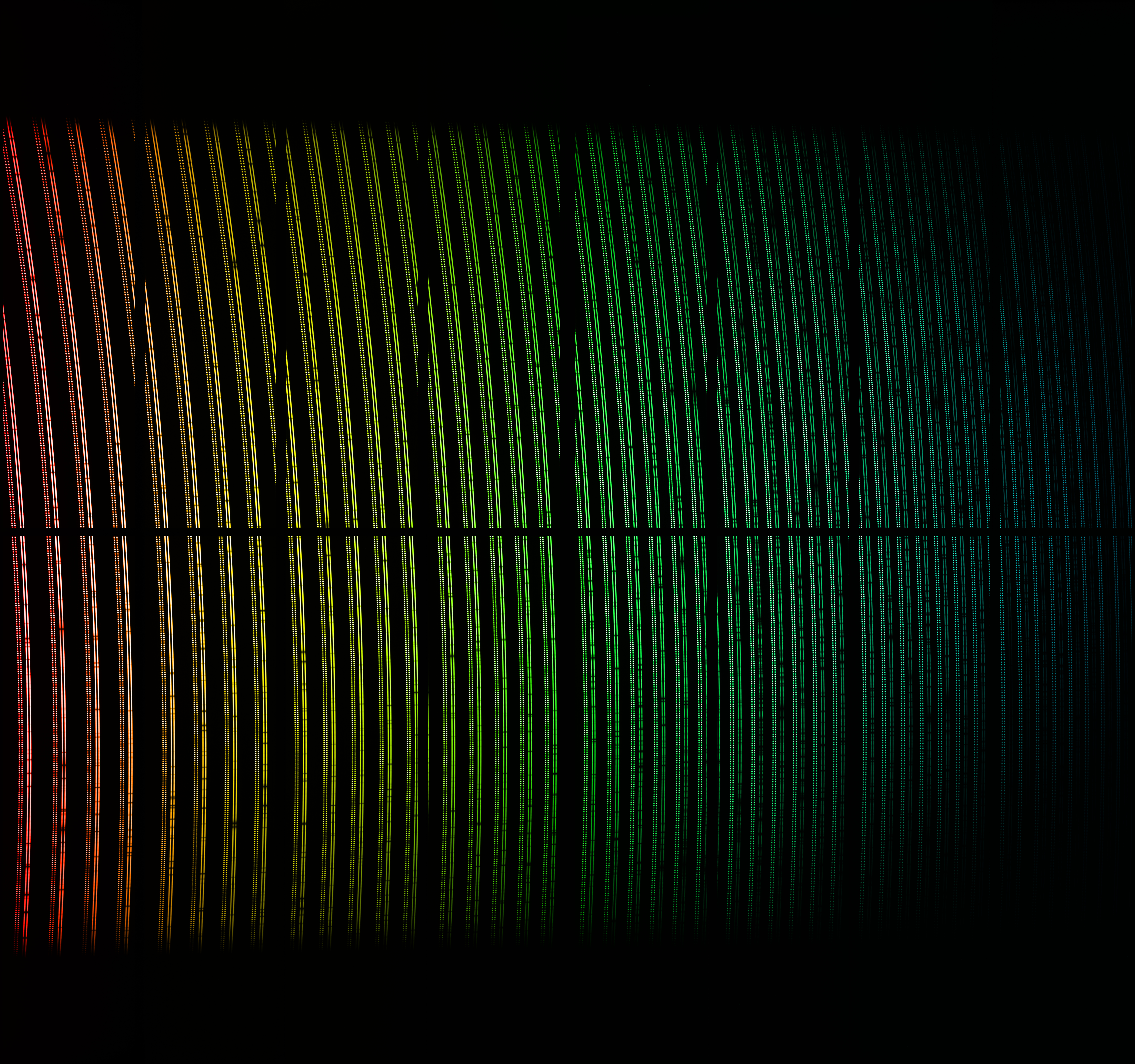
ESPRESSOのファーストライトで得られたデータ。

ESPRESSOはヨーロッパ南天天文台のラ・シヤ天文台にある3.6m望遠鏡に搭載された高精度視線速度系外惑星探査装置(HARPS)をもとに作られた。ESPERROによる利益は4台の8.2m望遠鏡による集光力の向上だけではなくレーザー周波数コム技術により可能となった校正精度の上昇もある。視線速度が10cm/sでも検出可能になることが第一の条件であるが数cm/sレベルでも検出できることを目標としている。これはHARPSのような現在の分光器の性能を上回る大躍進といえる。HARPSは97cm/sなら検出することができ、それを越えられたとしても約30cm/s程度しか検出できない。ESPRESSOはHARPSの能力を大いに上回ることから地上の観測機器による地球型惑星の発見が可能になる。ESPRESSOの稼働は2017年末ごろから始まった。
ESPRESSOを使用する時は1-UTモード(望遠鏡1台)と4-UTモード(望遠鏡4台)がある。4-UTモードでは4つの8m望遠鏡が接続され、16m望遠鏡に相当する性能を発揮するため暗い天体も検出することができる。
例えばスペクトル型G2Vの恒星では以下のような太陽系外惑星を検出することができる。最後はESPRESSOではなくCODEXという機器だが比較として用いた。
- 見かけの等級9の恒星を公転する岩石惑星(1-UTモード)
- 見かけの等級12の恒星を公転する海王星程度の質量の惑星(4-UTモード)
- 見かけの等級9の地球の大きさの岩石惑星(E-ELT搭載のCODEX)[10]

ESPRESSOの探索に適した恒星は活動的でなく自転もあまりしていないG型主系列星や赤色矮星である。スペクトル型M4までの恒星では探索の効率が最高に達する。

## 搭載装置・機能

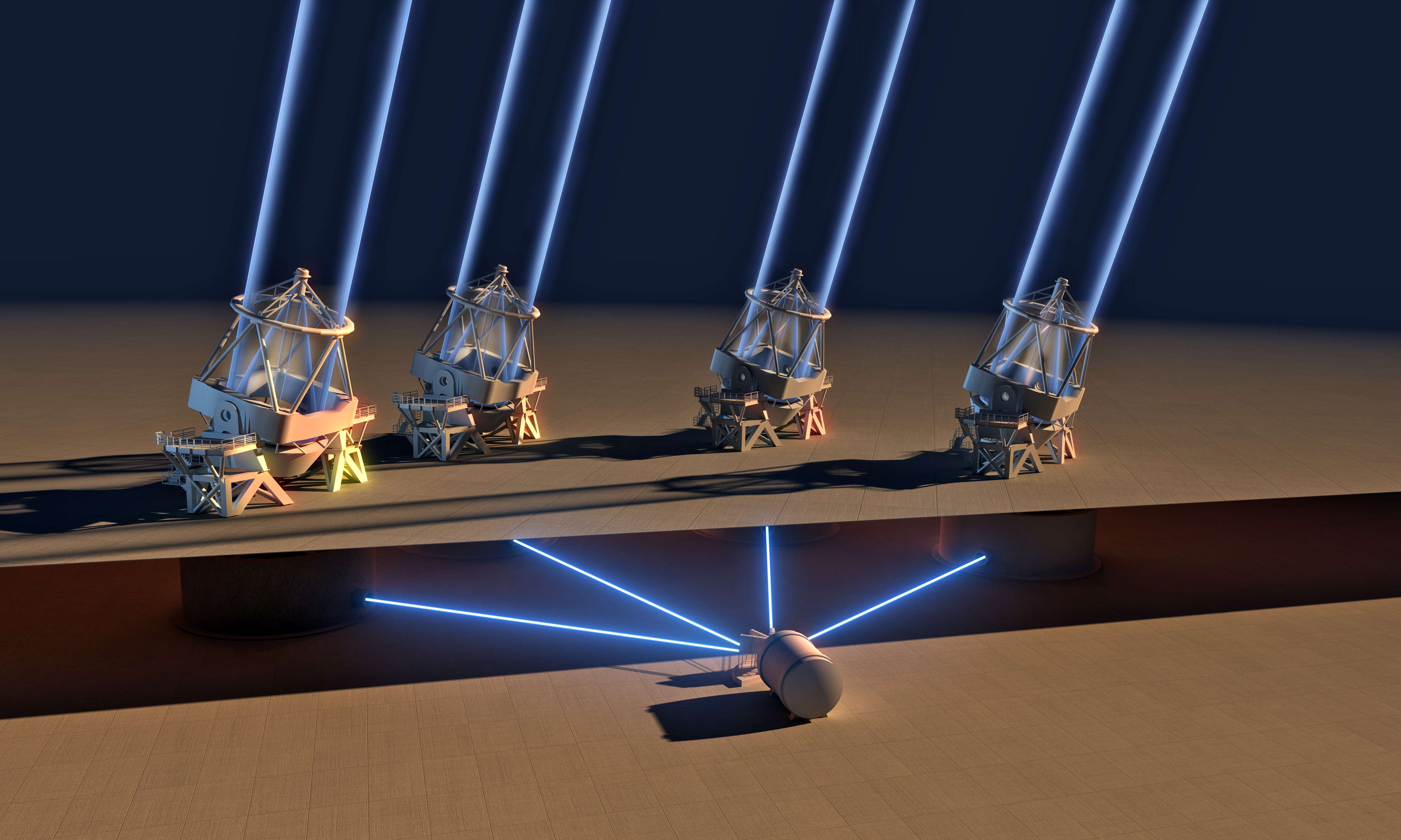
ESPRESSOのファーストライト。4つの望遠鏡(4-UT)も共に使用している。

ESPRESSOでは波長校正においてレーザー周波数コムを用いており、Th-Arランプを使っている。
ESPRESSOには3つのモードがあり、それぞれsingleHRモード、singleUHRモード、multiMRモードという。それぞれ、高解像度(High Resolution)、超高解像度(Ultra-High Resolution)、4望遠鏡同時体制(4-UT)の機能がある。

## 沿革

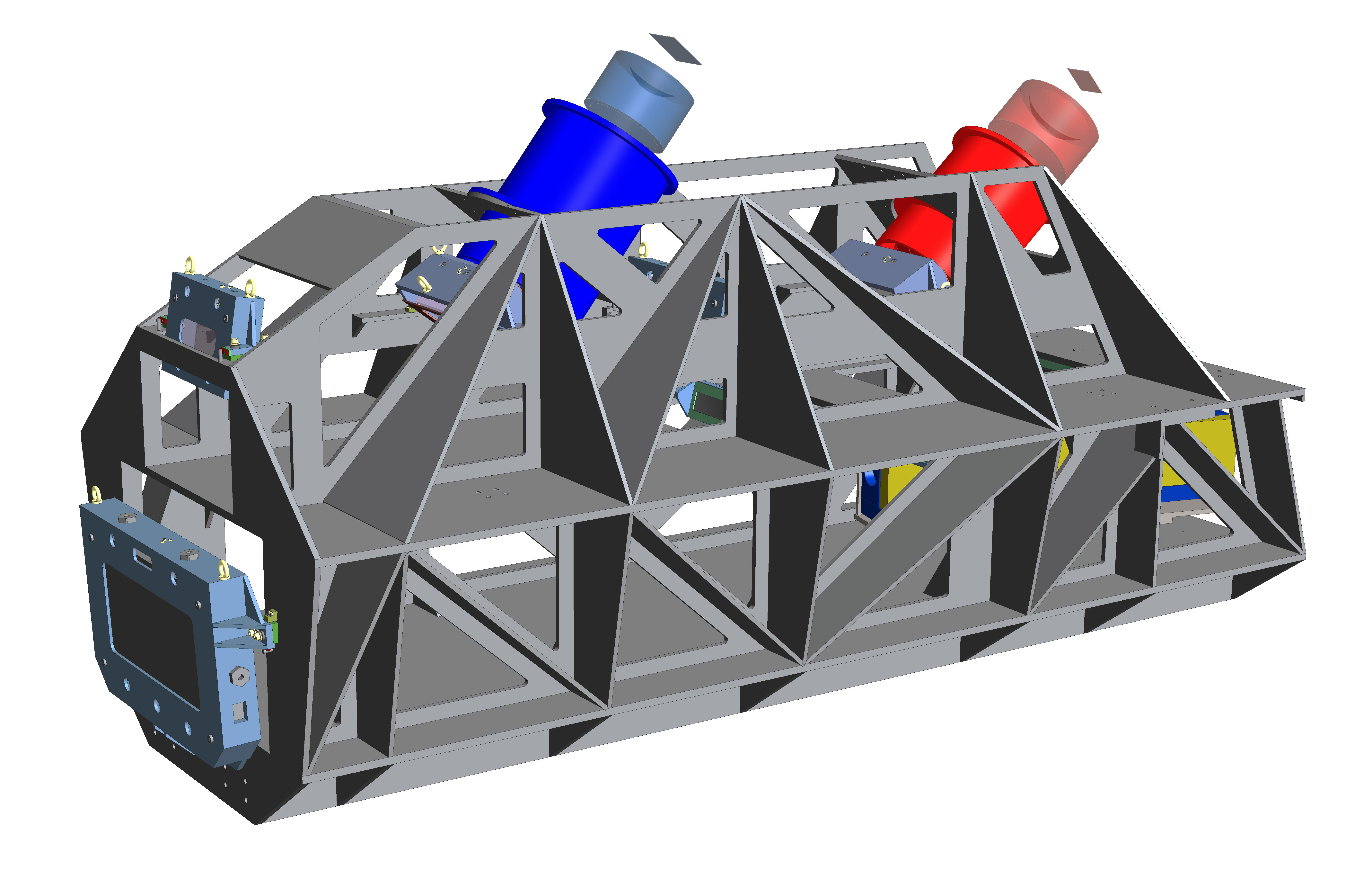
ESPRESSOのレンダリング。

ESPRESSOの設計構想は2013年の4月ごろには完成し、それ以降製造が開始された。ESPRESSOのテストは2016年6月3日に行われ、2016年9月15日にファーストライトが行われた。ファーストライトではいくつかの天体が見られ、その中にははくちょう座60番星Aも含まれていた。ESPRESSOがチリに移送され、VLTのある場所へ設置された後、2017年11月27日には1-UTモードのファーストライトでくじら座τ星を観測した。その後、4-UTモードでも2018年2月3日にファーストライトが行われた。
ESPRESSOは2018年10月24日から科学的なデータをとっている。活動の穏やかな恒星では視線速度25cm/sの精度でデータが得られた。しかしまだいくつか問題があり、光の収集効率が予想より30%も低いなどの問題があった。そこで効率面で障害となる部品の交換や再試験などいくらかの微調整が2019年4月の4-UTモードの公開前に行われた。ESORESSOではCCDコントローラやハードウェア上に問題が発見され、微分非直線性誤差の問題で以前の懸念よりもひどく解像度を低下させていた。2019年6月現在、問題の根源を突き止めたESOのチームはこの問題の改善に取り組んでいる。
2020年4月6日時点では赤い方の検出器(図参照)が約10cm/sの測定を達成したが、青い方の検出器では60cm/sしか達成できていない。2020年に行われる予定の専用ミッションではこの問題の特徴を発見し、修正する予定である。
2020年5月24日、A. Suárez Mascareñoらによってプロキシマ・ケンタウリbの存在が確認された。この惑星は地球の1.17倍の質量であることが判明した。公転周期は11.2日で、ハビタブル・ゾーン内に位置する。ESPRESSOは、30cm/sの精度（HARPSで得られる精度の約3倍）での視線速度の測定を達成した。また、惑星起源のものかもしれない第2の信号も検出した（プロキシマ・ケンタウリd）。
2021年9月、初めてESPRESSO単独の観測によって発見された惑星「グリーゼ146b」の発見が公表された。下限質量は地球の5.57倍、公転周期は約5日である。

## 目的
ESPRESSOの主な目的は以下の3つである。
- 岩石惑星の探索
- 物理定数の変動の測定
- 近辺の銀河にある恒星の化学組成分析

## コンソーシアム
ESPRESSOはヨーロッパ南天天文台(ESO)と他7機関により共同で開発された。共同で開発したのは以下の機関である。
- Centre for Astrophysics of the University of Porto(英語版) (ポルトガル)
- Faculdade de Ciências da Universidade de Lisboa, CAAUL & LOLS (ポルトガル)
- トリエステ天文台（英語版） (イタリア)
- ブレラ天文台（英語版） (イタリア)
- カナリア天体物理研究所（英語版） (スペイン)
- ベルン大学 (スイス)
- ジュネーヴ大学 (スイス)
- Institute of Astrophysics and Space Sciences (ポルトガル)

## ESPRESSOの仕様
| 望遠鏡             | VLT (8m)             |
| 調査対象           | 岩石惑星(地球型惑星) |
| 波長分布           | 350 nm-730 nm        |
| 視線速度の測定限度 | < 10 cm/s            |
| 出典:              |                      |

## 視線速度測定の比較
| 惑星 (質量) | 距離 au | 視線速度 (vradial) | 備考   |
| --- | ------- | ------------------ | ------ |
| 木星 | 1       | 28.4 m/s           |        |
| 木星 | 5       | 12.7 m/s           |        |
| 海王星 | 0.1     | 4.8 m/s            |        |
| 海王星 | 1       | 1.5 m/s            |        |
| スーパー・アース (5 M⊕) | 0.1     | 1.4 m/s            |        |
| ケンタウルス座アルファ星Bb (1.13 ± 0.09 M⊕) | 0.04    | 0.51 m/s           | (出典) |
| スーパー・アース (5 M⊕) | 1       | 0.45 m/s           |        |
| 地球 | 0.09    | 0.30 m/s           |        |
| 地球 | 1       | 0.09 m/s           |        |
| 出典: Luca Pasquini, power-point presentation, 2009 注:2009年のデータを参考にしているが、視線速度はHARPSによってすでに2009年当時から高精度なデータがほとんど得られていた。 |         |                    |        |

| 惑星                       | 惑星の種類           | 軌道長半径 (au) | 公転周期 | 視線速度 (m/s) | 検出可能な装置                |
| -------------------------- | -------------------- | --------------- | -------- | -------------- | ----------------------------- |
| ペガスス座51番星b          | ホット・ジュピター   | 0.05            | 4.23日   | 55.94          | 第一世代分光器                |
| かに座55番星d              | 巨大ガス惑星         | 5.77            | 14.29年  | 45.20          | 第一世代分光器                |
| 木星                       | 巨大ガス惑星         | 5.20            | 11.86年  | 12.4           | 第一世代分光器                |
| グリーゼ581c               | スーパー・アース     | 0.07            | 12.92日  | 3.18           | 第二世代分光器                |
| 土星                       | 巨大ガス惑星         | 9.58            | 29.46年  | 2.75           | 第二世代分光器                |
| プロキシマ・ケンタウリb    | ゴルディロックス惑星 | 0.05            | 11.19日  | 1.38           | 第二世代分光器                |
| ケンタウルス座アルファ星Bb | 地球型惑星           | 0.04            | 3.23日   | 0.510          | 第二世代分光器                |
| 海王星                     | 天王星型惑星         | 30.10           | 164.79年 | 0.281          | 第三世代分光器                |
| 地球                       | ゴルディロックス惑星 | 1.00            | 365.26日 | 0.089          | 第三世代分光器 (可能性が高い) |
| 冥王星                     | 準惑星               | 39.26           | 246.04日 | 0.00003        | 検出不可能                    |

### スペクトル型MかKの恒星のハビタブルゾーンにある惑星
| 恒星の質量 (M☉) | 惑星の質量 (M⊕) | 恒星の光度 (L☉) | スペクトル型 | 距離 (au) | 視線速度 (cm/s) | 公転周期 (日) |
| --------------- | --------------- | --------------- | ------------ | --------- | --------------- | ------------- |
| 0.10            | 1.0             | 8×10−4          | M8           | 0.028     | 168             | 6             |
| 0.21            | 1.0             | 7.9×10−3        | M5           | 0.089     | 65              | 21            |
| 0.47            | 1.0             | 6.3×10−2        | M0           | 0.25      | 26              | 67            |
| 0.65            | 1.0             | 1.6×10−1        | K5           | 0.40      | 18              | 115           |
| 0.78            | 2.0             | 4.0×10−1        | K0           | 0.63      | 25              | 209           |
| ソース:         |                 |                 |              |           |                 |               |